# Рекейшу
Реке́йшу (порт. Requeixo; МФА: [ʁɨ.ˈkɐj.ʃu]) — колишня парафія в Португалії, в муніципалітеті Авейру. Перебувала у складі округу Авейру.  Входила до регіону Центр. За старим адміністративним поділом, що був чинним до 1976 року, територія парафії належала провінції Берегова Бейра. Заснована 1209 року. Ліквідована 28 січня 2013 року. Увійшла до складу парафії Рекейшу, Носса-Сеньора-де-Фатіма і Наріш. Площа парафії — 11,80 км², населення — 1222 ос. (2011), густота населення — 103,56 осіб/км²
. Патрон — святий Пелагій. Поштовий індекс — 3810. Код  — 010509.

## Назва
- Реке́йшо (ісп. і ст.-порт. Requeixo) — старопортугальська назва.
- Реке́йшу  (порт. Requeixo) — сучасна португальська назва.

## Географія

Авейру (2013)
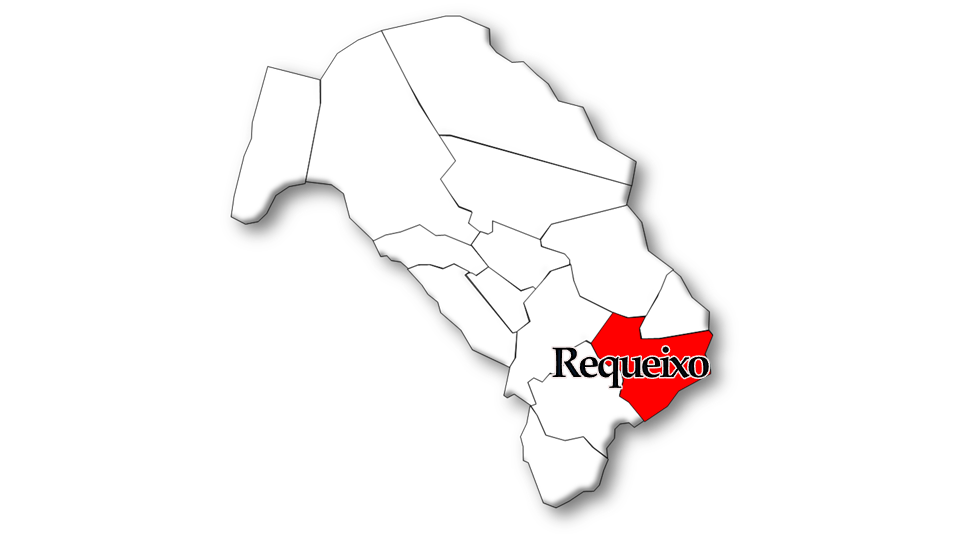
Рекейшу

## Населення
| Кількість мешканців | Кількість мешканців | Кількість мешканців | Кількість мешканців | Кількість мешканців | Кількість мешканців | Кількість мешканців | Кількість мешканців | Кількість мешканців | Кількість мешканців | Кількість мешканців | Кількість мешканців | Кількість мешканців | Кількість мешканців | Кількість мешканців |
| ------------------- | ------------------- | ------------------- | ------------------- | ------------------- | ------------------- | ------------------- | ------------------- | ------------------- | ------------------- | ------------------- | ------------------- | ------------------- | ------------------- | ------------------- |
| 1864                | 1878                | 1890                | 1900                | 1911                | 1920                | 1930                | 1940                | 1950                | 1960                | 1970                | 1981                | 1991                | 2001                | 2011                |
| 1.793               | 1.846               | 1.912               | 2.014               | 2.277               | 2.423               | 2.401               | 2.411               | 2.694               | 2.697               | 2.571               | 2.770               | 1.187               | 1.198               | 1.222               |